# 쑨이원
쑨이원(중국어 간체자: 孙一文, 정체자: 孫一文, 병음: Sūn Yìwén, 한자음: 손일문, 1992년 6월 17일~)은 중화인민공화국의 펜싱 선수로 주 종목은 에페이다. 2016년 하계 올림픽에서 개인전 동메달, 단체전 은메달을 획득했으며, 2020년 하계 올림픽에서 개인전 금메달을 획득했다.